# Yvonne Abbas
Pour les articles homonymes, voir Abbas.
Yvonne Abbas est une résistante française, née le 29 avril 1922 à Pérenchies (Nord), et morte le 13 décembre 2014 à 92 ans. Elle fut déportée dans le camp de femmes de Ravensbrück. 

## Biographie

### Jeunesse et formation
Yvonne Abbas est née en 1922 à Pérenchies. Elle fait sa scolarité à La Madeleine jusqu'au certificat d'études. Issue d'une famille modeste, orpheline de son père algérien, elle commence à travailler à l'âge de treize ans et devient, très jeune, syndicaliste. Elle est élevée comme dans une famille « éprouvée par la première guerre », « dans la haine de l'Allemand », se dit patriote, antifasciste. Elle se marie très jeune et fréquente des associations de jeunes filles et notamment l’Union des jeunes filles de France dès sa fondation, en 1936, où elle fait la connaissance de Marie-Claude Vaillant-Couturier et Danielle Casanova.

### Résistance
Elle s’engage dans la Résistance et, dès le début de l'occupation, son logement sert d'hébergement et de dépôt de matériel pour la Résistance qui s'organise. On parle de presse clandestine, de tracts, de faux-papiers, de guerre idéologique contre l'occupant.
« On a même imprimé des tracts sur des papiers de boucher », se rappelle-t-elle. L'objectif : recruter, ventiler. Elle est agent de liaison et fournit Cambrai, Douai... Que cela soit à bicyclette, en train, la même peur l'assaille toujours mais le courage la fait avancer. « Nous avons été plus forts que la peur », dit-elle sans oublier tous ses camarades résistants.

### Arrestation et emprisonnements
Cette activité résistante lui vaut d'être arrêtée par la « Police Spéciale » française le 29 avril 1942 - le matin de ses vingt ans - avec Louis Petit et Jean Bracq (qui seront fusillés par les nazis). Elle est emmenée au commissariat central de Lille, subit des tortures physiques et morales mais ne donne pas de noms.
Elle part à la cour spéciale de Douai, se défend seule, estimant que tous les avocats sont des « collabos » et est condamnée à huis clos, comme « bandit ». Elle est incarcérée à la prison de Cuincy, emprisonnée dans une cellule de 8 m2, avec trois ou quatre autres détenus et dort sur le paillasson. Un lave-main et une ampoule mais pas d'eau ou d'électricité.
Elle est ensuite transférée à la prison de la Petite Roquette, à Paris.
De la prison de la Roquette, Yvonne Abbas est ensuite transférée à la Centrale de Rennes, avant d'être remise à la Gestapo, puis envoyée à Romainville. Agrippée aux barreaux de sa casemate, elle voit passer les derniers pelotons de fusillés. Ses camarades avec lesquels elle chante une dernière Marseillaise.

### Déportation
De là, elle est déportée en train au camp de concentration de Ravensbrück, le plus grand camp de femmes.
Le convoi ferroviaire durera cinq jours et quatre nuits dans des conditions épouvantables avant d'arriver dans ce camp pour femmes dont 92 000 déportées ne sont jamais revenues. « Ravensbrück était surnommé l'enfer des femmes, comme dans les autres camps tout y était fait pour déshumaniser l'être humain. »
À son arrivée, elle voit des blocs, des femmes squelettiques en tenue de bagnard, marche sur les cendres retombées des fours crématoires aux alentours. Elle devient le matricule no 35138, travaille douze heures par jour. Elle vit sans hygiène, dans la même tenue. « C'est l'humiliation la plus complète », résume-t-elle. Mais toujours, elle résiste. Elle est déplacée dans le Kommando de Holleischen, en Tchécoslovaquie.
Fin avril 1945, les nombreux bombardements sont vécus comme un espoir au bout de 37 mois de captivité. « C'était très long, chaque jour, on s'attendait à quelque chose », se rappelle « Vony », son surnom dans le camp.
Finalement, Ravensbrück est libéré le 30 avril 1945 par l’Armée rouge ; cependant, elle ne revient en France que le 25 juin 1945.
Le 5 mai 1945, les alliés arrivent. C'est la fin du calvaire pour Yvonne Abbas qui revient en France, « reprend la vie » malgré son veuvage.
En effet, son mari, Florent Debels, est arrêté le 2 mai 1942, à Sin-le-Noble (Nord) chez Charles Loubry (jeune résistant de dix-sept ans) à la suite d’une « fuite » d’un résistant gravement blessé, puis torturé et fusillé. De la prison de Cuincy, il est envoyé à la prison de Louvain (Belgique) où le tribunal militaire allemand le condamne à mort le 5 juin 1942 pour « détention d’armes à feu et propagande illégale communiste ». Il est fusillé au crépuscule du 1er juillet 1942 au fort du Vert-Galant, à Wambrechies (Nord) avec Louis Petit et Jean Bracq.

### Engagement
Inlassablement, cette résistante de la première heure et rescapée du camp de Ravensbrück témoigne notamment dans les établissements scolaires.
Sa volonté de raconter l'enfer de Ravensbrück est d'autant plus grande qu'elle en a longtemps été empêchée. « À la Libération, personne ne voulait parler, se souvient-elle. Il y avait une honte de la souffrance, le traumatisme était trop grand. On a dû laisser passer une génération avant de pouvoir raconter. Avant, c'était trop tôt, on ne nous croyait pas toujours ». Lorsqu'elle se rend dans les établissements scolaires, Yvonne Abbas n'oublie jamais d'apporter une robe de bagnard, identique à l'unique vêtement qu'elle a porté pendant sa détention. « On est souvent surpris de voir ce que les enfants savent mais il est primordial de témoigner encore et toujours. Les livres d'histoire n'en disent pas assez et les profs n'ont pas toujours le temps. Avec nos témoignages, on raconte des choses qu'ils n'imaginent même pas».
Yvonne Abbas s'implique également dans le Concours national de la résistance et de la déportation à destination des collégiens. « Je fais le choix de parler pour tous ceux qui ne sont pas revenus. Voilà pourquoi je ne pense pas que l'on puisse dire que je suis bénévole, c'est un devoir de mémoire ». « Mais on le fait sans stigmatiser les Allemands. Les nouvelles générations n'ont pas à payer pour les crimes passés ».
Ces dernières années, elle pensait toujours à ses anciens camarades disparus mais n'a jamais regretté son engagement dans la Résistance : « Ce que l'on peut regretter, c'est de ne pas en avoir fait assez ».

## Distinctions
- Commandeure de la Légion d'honneur[2]
- Médaille militaire[3]
- Combattant volontaire de la Résistance
- Chevalière de l'ordre des Palmes académiques

## Fonctions
- Présidente de la Section ANACR Lille - La Madeleine,
- Présidente de l’Association du musée de la Résistance en Zone Interdite de Denain,
- Membre du bureau national de l’Amicale de Ravensbrück,
- Membre du comité national de la FNDIRP.